# 5.5m IC

Segelriss 5,5mR-Yacht

Die Internationale 5,5-Meter-Klasse (5.5m IC, International 5.5 Metre Class (5,5mR)) ist eine Konstruktionsklasse (Meter-Klasse) von Segelbooten.
Die Geburt der 5.5-Meter-Klasse ist eng mit der Geschichte von World Sailing (damals: International Yacht Racing Union – IYRU) und dem Segelsport bei den Olympischen Spielen verbunden. Im Jahr 1908 nahmen erstmals Rennyachten der Meter-Klasse an den Olympischen Spielen teil. Anfangs waren dies unter anderem große 12mR, jedoch wurden nach und nach die Yachtgrößen reduziert, um das Segeln populärer zu machen. So waren zum Beispiel die 6mR 1908 die kleinsten Boote, bei den Olympischen Spielen 1948 jedoch bereits die größten.

## Entwicklung der Klasse seit 1946
Nach dem Zweiten Weltkrieg erwiesen sich die 6er (6mR) jedoch als zu teuer. Die Anschaffungskosten und der Unterhalt waren nicht mehr zu vertreten. Es galt nun also, ein ökonomischeres Boot als Nachfolger der 6mR-Yachten zu finden. Charles E. Nicholson, ein führender Yacht-Designer seiner Zeit, entwickelte also im Jahr 1948 eine neue Formel und im Winter 1948/49 wurde der erste Prototyp, The Deb (K-1) auf der Werft Camper & Nicholsons gebaut. Die neue Yacht fand großen Anklang und schon im Oktober 1949 wurde die neue Formel von der IYRU als „International Rating Class“ bestätigt.

### Die 5.5-Formel
Die Vermessungsformel ist festgelegt in 2006 International Five Point Five Metre Rating Rules:
{\displaystyle 5.500{\mbox{ metres}}\geq 0.9\cdot \left({\frac {L\cdot {\sqrt[{2}]{S}}}{12\cdot {\sqrt[{3}]{D}}}}+{\frac {L+{\sqrt[{2}]{S}}}{4}}\right)}
mit den Variablen
- {\displaystyle L} = Bootslänge (length for rating)
- {\displaystyle S} = vermessene Segelfläche (measured sail area)
- {\displaystyle D} = Verdrängung in Kubikmetern (displacement in cubic metres)

## Olympischer Status
Im Jahr 1952 waren die 5.5mR-Yachten bereits bei den Olympischen Spielen in Helsinki dabei. Deutschland wurde 1952 mit der Yacht „Tom Kyle“ (G-1) und 1956 mit „Tilly“ (G-4) bei den Olympischen Spielen von Hans Lubinus und seiner Crew vertreten. 1960 segelt Herbert Scholl mit seinem 5.5mR „Bronia“ (G-7) olympisch vor Neapel, 1964 startet Herbert „Biwi“ Reich „Subbnboana“ (G-12) vor Endoshima, und letztmals segelt 1968 Rudolf Harmstorf mit seinem 5.5mR „Sünnschien“ (G-17) olympisch vor Acapulco.
- Liste der Medaillengewinner der 5.5mR-Klasse 1952–1968

Ähnliche Gründe aber, wie die, die zum Ausscheiden der 6mR aus dem olympischen Programm führten, ereilten schließlich auch die 5.5mR-Klasse: Sie wurden seit 1972 durch die damals modernere Soling ersetzt.
In den 1970er und 1980er Jahren waren deutsche Segler der 5.5mR-Klasse praktisch nur auf dem Bodensee und in der benachbarten Schweiz aktiv gewesen. Ende der 1990er Jahre gab es einen Neuanfang durch Boote in Norddeutschland, gefolgt von der Gründung der Deutschen Klassenvereinigung und dem weiteren Wachstum der Flotte. Inzwischen gibt es 81 Yachten in Deutschland (davon 4 Modern, 26 Evolution und 51 Classic) und hier segeln auch die meisten Aktiven in der International 5.5 Metre Class.

## Internationale Bezeichnung der 5.5 Klasse
Im Englischen und im Deutschen ist die Bezeichnung mR für Meter-Klassen gebräuchlich. Im Französischen werden die Meterboote nach dem „m“ mit dem Kürzel JI (Jauge International) versehen, im Italienischen mit SI (Stazza Internazionale). In der Schweiz hat sich das Kürzel IC verbreitet, jedoch gibt es dafür keinen offiziellen Status.
Die internationale Bezeichnung der Klasse lautet englisch 5.5 Metre Class, in Deutschland Internationale 5.5 Meterklasse, kürzer Int. 5.5m Klasse, ganz kurz dann eben 5.5mR. Ausgesprochen wird die Bezeichnung, bei Zugrundelegung des Englischen Ursprungs „5point5“ und, nach jeweiliger Interpretation der mathematischen Interpunktion, in Deutsch dann als „5punkt5“ oder „5komma5“, die Boote werden als „fünffünfer“ bezeichnet.

## Neuere Yacht-Entwürfe
Alle neuen Materialien haben sowohl im Schiffsbaubereich, als auch im Segelbereich Einzug gehalten: Carbon-Masten, High-Tech-Segel wie zum Beispiel Laminatsegel sind keine Seltenheit. Trotzdem beweist sich immer wieder die geniale Konzeption der Nicholson’schen Formel: Bei vielen großen Veranstaltungen halten auch noch alte Boote mit den neuen mit.
Die 5.5mR-Klasse bietet als eine der wenigen Meter-Klassen laufend Design-Neuerungen. Dank behutsamer Anpassung der Bauvorschriften, sind die neuesten Boote jeweils „state of the art“ Geschöpfe. Einige der jüngsten Exemplare sind SUI 227, BAH 21, SUI 228, SWE 66, BAH 24, SUI 229, NOR 68, GBR 41, SUI 233, GBR 42 und BAH 25.
In den Regatten der Internationalen 5.5mR-Klasse werden die Yachten nach ihrem Baujahr in drei Design-Kategorien unterteilt: Classic (1949–1969), Evolution (1970–1993) und Modern (ab 1994). Die Wettfahrten werden gemeinsam gestartet aber getrennt gewertet, sodass die Preisvergabe dann auch Gewinner in allen Kategorien zulässt.

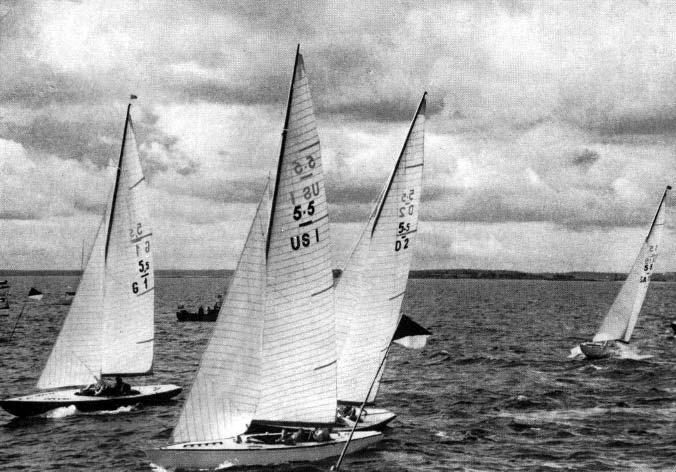
5.5-Meter-Klasse bei den Olympischen Spielen 1952 in Helsinki, Tom Kyle (G-1), Goldmedaillengewinner Complex II (US-1), Jill (D-2)
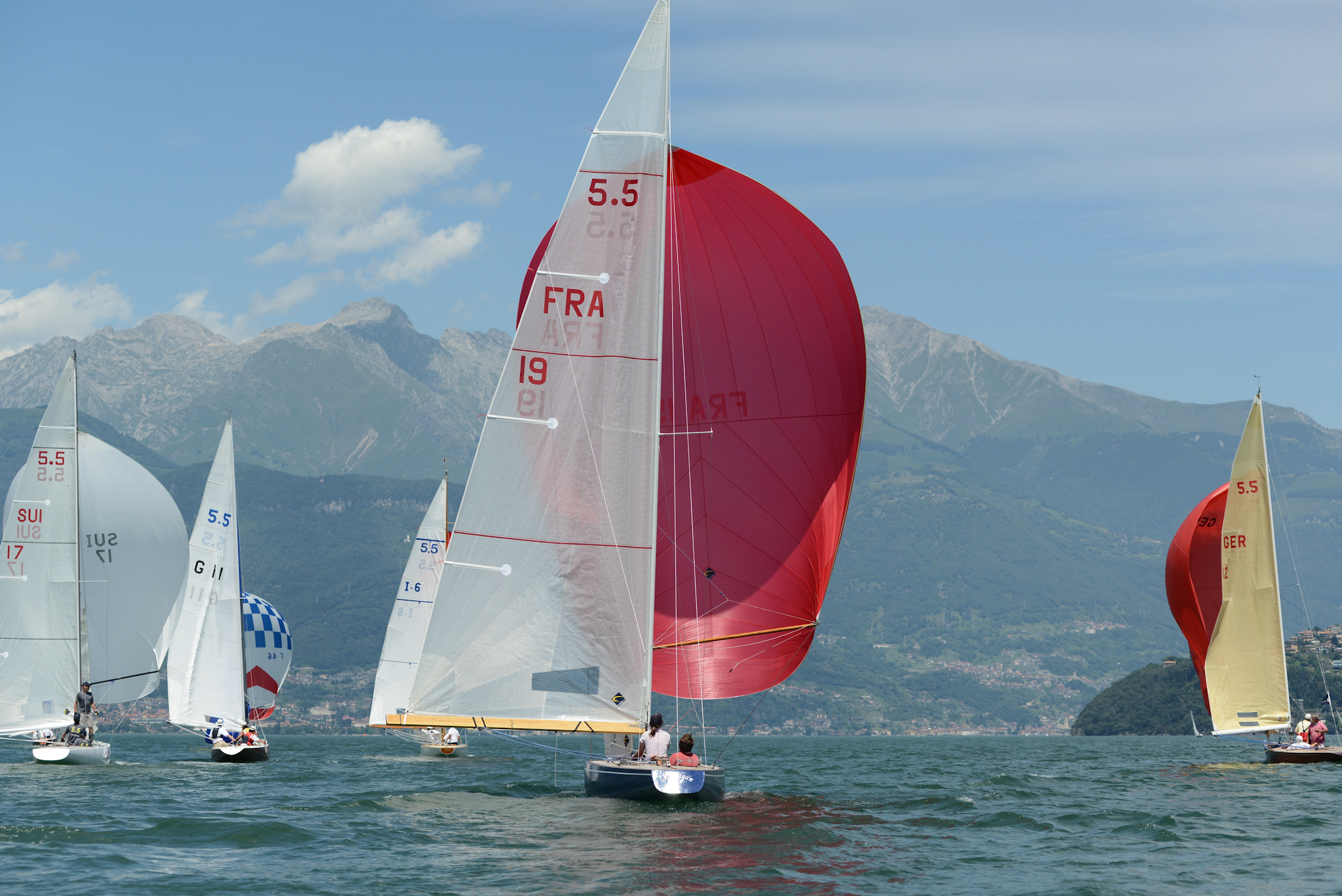
5.5-Meter-Klasse auf dem Comer See, Vintage Yachting Games 2012
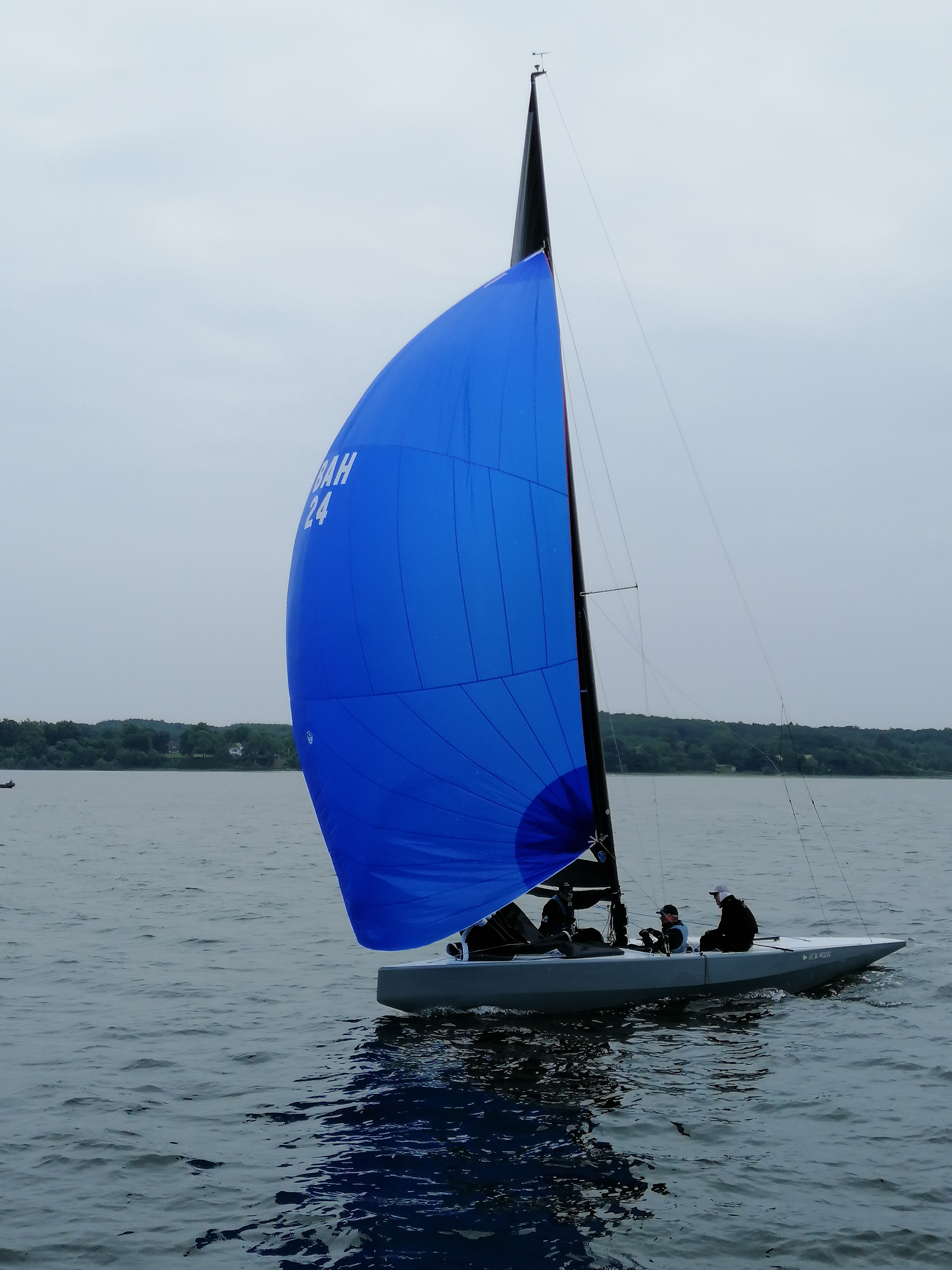
5.5mR-Yacht BAH-24 (Modern), German Open, Robbe & Berking Sterling Cup 2022
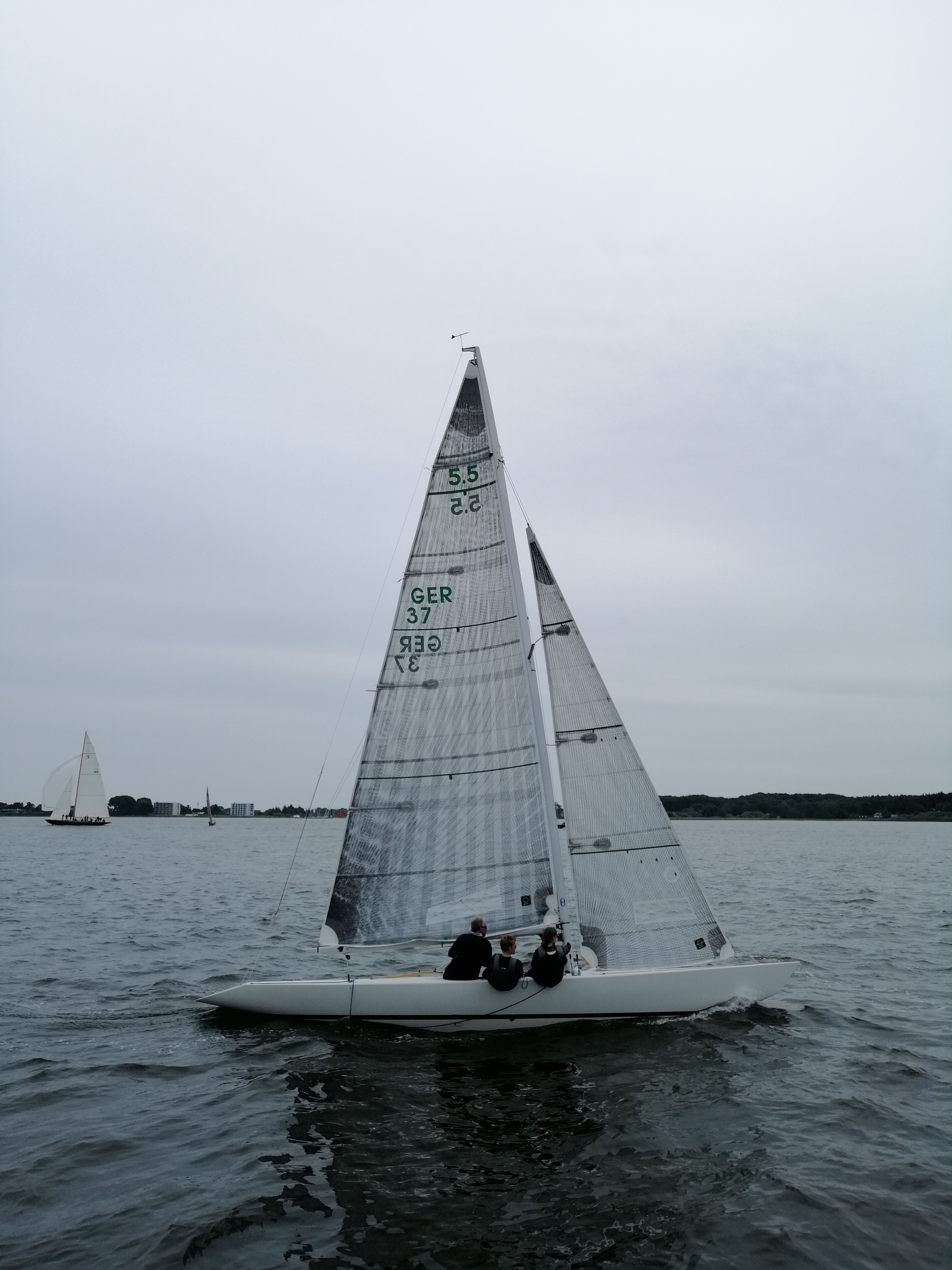
5.5mR-Yacht SINGORA (GER-37), German Open, Robbe & Berking Sterling Cup 2022